# موش خرگوشی دم‌جارویی
موش خرگوشی دم‌جارویی (نام علمی: Conilurus penicillatus) گونه‌ای از جوندگان تیرهٔ موشان (Muridae) است که در استرالیا و پاپوآ گینه نو یافت می‌شود.